# Linda Haglund
Linda Haglund (ur. 15 czerwca 1956 w Sztokholmie, zm. 21 listopada 2015 tamże) – szwedzka lekkoatletka specjalizująca się w krótkich biegach sprinterskich, trzykrotna uczestniczka letnich igrzysk olimpijskich (Monachium 1972, Montreal 1976, Moskwa 1980).
W 1981 została zdyskwalifikowana za stosowanie środków dopingujących.

## Sukcesy sportowe
- siedmiokrotna mistrzyni Szwecji w biegu na 100 metrów – 1974, 1975, 1976, 1977, 1978, 1979, 1981[3]
- pięciokrotna mistrzyni Szwecji w biegu na 200 metrów – 1975, 1976, 1977, 1978, 1979
- siedmiokrotna halowa mistrzyni Szwecji w biegu na 60 metrów – 1972, 1974, 1976, 1978, 1979, 1981, 1984[4]

| Rok  | Miasto       | Zawody                    | Konkurencja                 | Wynik                    |
| ---- | ------------ | ------------------------- | --------------------------- | ------------------------ |
| 1974 | Göteborg     | Halowe mistrzostwa Europy | bieg na 60 m                | 6. miejsce               |
| 1976 | Monachium    | Halowe mistrzostwa Europy | bieg na 60 m                | złoty medal              |
| 1978 | Mediolan     | Halowe mistrzostwa Europy | bieg na 60 m                | srebrny medal            |
| 1978 | Praga        | Mistrzostwa Europy        | bieg na 100 m bieg na 200 m | srebrny medal 7. miejsce |
| 1979 | Wiedeń       | Halowe mistrzostwa Europy | bieg na 60 m                | 5. miejsce               |
| 1979 | Montreal     | Puchar świata             | sztafeta 4 × 100 m          | 1. miejsce               |
| 1980 | Sindelfingen | Halowe mistrzostwa Europy | bieg na 60 m                | srebrny medal            |
| 1980 | Moskwa       | Igrzyska olimpijskie      | bieg na 100 m               | 4. miejsce               |
| 1981 | Grenoble     | Halowe mistrzostwa Europy | bieg na 50 m                | srebrny medal            |

## Rekordy życiowe
- bieg na 60 metrów (hala) – 7,13 – Turku 31/01/1981 (rekord Szwecji)
- bieg na 100 metrów – 11,16 – Moskwa 26/07/1980 (rekord Szwecji)
- bieg na 200 metrów – 22,82 – Sittard 01/07/1979 (rekord Szwecji)